# Rubus bucknallii
Rubus bucknallii är en rosväxtart som beskrevs av W. White. Rubus bucknallii ingår i släktet rubusar, och familjen rosväxter. Inga underarter finns listade i Catalogue of Life.